# Useless
Useless – singel grupy Depeche Mode promujący album Ultra. Nagrań live dokonano podczas pierwszego koncertu trasy Ultra Parties w Adrenaline Village w Londynie (Wielka Brytania) - 10 kwietnia 1997. W utworze główną uwagę zwracają gitara basowa i gitara elektryczna (Martin Gore gra na gitarze elektrycznej), keyboard (Andrew Fletcher) i wokale (Martin Gore i David Gahan)

## WydaniaMute
- 12 BONG 28 wydany 1997
  1. Useless (The Kruder + Dorfmeister Session ™)
  2. Useless (CJ Bolland Funky Sub Mix)
  3. Useless (Air 20 Mix)

- P12 BONG 28 wydany 1997
  1. Useless (CJ Bolland Funky Sub Mix)
  2. Useless (The Kruder + Dorfmeister Session ™)

- CD BONG 28 wydany 1997
  1. Useless (Remix) - 4:53
  2. Useless (Escape From Wherever: Parts 1 & 2) - 7:17
  3. Useless (Cosmic Blues Mix) - 6:57
  4. Barrel Of A Gun

- LCD BONG 28 wydany 1997
  1. Useless (CJ Bolland Ultrasonar Mix) - 6:03
  2. Useless (The Kruder + Dorfmeister Session ™) - 9:10
  3. Useless (live) - 5:21
  4. It's No Good (video)

- RCD BONG 28 wydany 1997
  1. Useless (Remix) - 4:53
  2. Useless (Escape From Wherever: Parts 1 & 2) - 7:17
  3. Useless (Cosmic Blues Mix) - 6:55

- bez numeru katalogowego wydany 1997
  1. Useless (CJ Bolland Ultrasonar Edit) - 4:06

- BONG 28 wydany 1997
  1. Useless (Remix) - 4:51
  2. Useless (Escape From Wherever: Parts 1 & 2) - 7:15
  3. Useless (Cosmic Blues Mix) - 6:56
  4. Useless (CJ Bolland Ultrasonar Mix) - 6:02
  5. Useless (The Kruder + Dorfmeister Session ™) - 9:10
  6. Useless (live) - 5:21
  7. Useless (The Kruder + Dorfmeister Session ™) - 9:10
  8. Useless (CJ Bolland Funky Sub Mix) - 5:37
  9. Useless (Air 20 Mix) - 7:56

- BONG 28 wydany 1997
  1. Useless (Remix) - 4:55
  2. Useless (Escape From Wherever: Parts 1 & 2) - 7:21
  3. Useless (The Kruder + Dorfmeister Session ™) - 9:10
  4. Useless (Air 20 Mix) - 7:59
  5. Useless (CJ Bolland Funky Sub Mix) - 5:38
  6. Useless (Cosmic Blues Mix) - 6:58
  7. Useless (live) - 5:25

- CD/LCD/12 BONG 28 wydany 1997
  1. Useless (Remix) - 4:51
  2. Useless (Escape From Wherever: Parts 1 & 2) - 7:15
  3. Useless (Cosmic Blues Mix) - 6:56
  4. Useless (CJ Bolland Ultrasonar Mix) - 6:02
  5. Useless (The Kruder + Dorfmeister Session ™) - 9:10
  6. Useless (live) - 5:21
  7. Useless (The Kruder + Dorfmeister Session ™) - 9:10
  8. Useless (CJ Bolland Funky Sub Mix) - 5:37
  9. Useless (Air 20 Mix) - 7:56

## Twórcy

### Depeche Mode
- David Gahan - wokale główne
- Martin Gore - gitara, chórki
- Andrew Fletcher - syntezator

### Pozostali
- Dave Clayton - syntezator
- Kerry Hopwood - syntezator
- Doug Wimbish - gitara basowa
- Gota Yashiki - perkusja
- Keith LeBlanc - automat perkusyjny
- Danny Cummings - instrumenty perkusyjne